# Mustang: Duch wolności
Mustang: Duch wolności – amerykański serial przygodowy wykonany w animacji komputerowej. Serial zrealizowany został na podstawie filmu Mustang z Dzikiej Doliny z 2002 roku. W 2021 roku odbyła się premiera filmu Mustang z Dzikiej Doliny: Droga do wolności będący spin-offem serialu.

## Główne role (dubbing)
- Amber Frank – Fortuna "Lucky" Prescott
- Sydney Park – Prudence "Pru" Granger
- Bailey Gambertoglio – Abigail Stone
- Darcy Rose Byrnes – Maricela Gutierrez